# Yager Development
Yager Development è un'azienda tedesca dedita allo sviluppo di videogiochi con sede nella città di Berlino, fondata nel 2000 dagli ex-dipendenti di Terra Tools.

## Storia
Yager Development fu fondata nel 2000 dagli ex-dipendenti di Terra Tools (Mathias Wiese, Philipp Schellbach, Roman Golka, Timo Ullmann, Uwe Beneke).
Il primo videogioco dell'azienda, Yager, fu pubblicato tre anni dopo la fondazione e ricevette diversi riconoscimenti prestigiosi da parte della critica specializzata.
Nel giugno 2012 è stato pubblicato il secondo titolo della società, Spec Ops: The Line. Il gioco ha ricevuto vari riconoscimenti internazionali per la sua trama originale e la messa in scena sofisticata, che mettono frequentemente alla prova il giocatore con scelte morali complesse. Ai Deutscher Entwicklerpreis (German Developer Innovation Prize), inoltre, è stato in grado di vincere il maggior numero di premi: uno della giuria come "Miglior gioco d'azione" e quattro della Academy come "Miglior gioco in lingua tedesca", "Miglior trama", "Miglior grafica" e "Miglior gioco per console", per un totale complessivo di cinque. Nella stessa occasione, Yager Development è stato riconosciuto come il "Miglior Studio" della Germania.
Nel 2020 il gruppo online cinese Tencent ha acquisito una partecipazione di minoranza in Yager Development. Secondo Yager, l'investimento di Tencent aveva lo scopo di aiutare lo sviluppo e la pubblicazione dei giochi di futura pubblicazione. Nel giugno 2021, Tencent ha concluso la fase di acquisizione e l'azienda è diventata interamente parte della società.

## Videogiochi
| Anno | Titolo                      | Piattaforma/e                    |
| ---- | --------------------------- | -------------------------------- |
| 2003 | Yager                       | Windows, Xbox                    |
| 2004 | Aerial Strike: Low Altitude | Windows, Xbox                    |
| 2012 | Spec Ops: The Line          | Windows, Xbox 360, PlayStation 3 |
| 2017 | Dreadnought                 | Windows, PlayStation 4           |
| 2019 | The Cycle                   | Windows                          |
| 2022 | The Cycle: Frontier         | Windows                          |